# August Ebeling
August Ebeling (* 31. August 1859 in Schöpfurth bei Eberswalde; † 16. Januar 1935 in Berlin-Charlottenburg) war ein deutscher Physiker und Ingenieur.

## Leben und Wirken

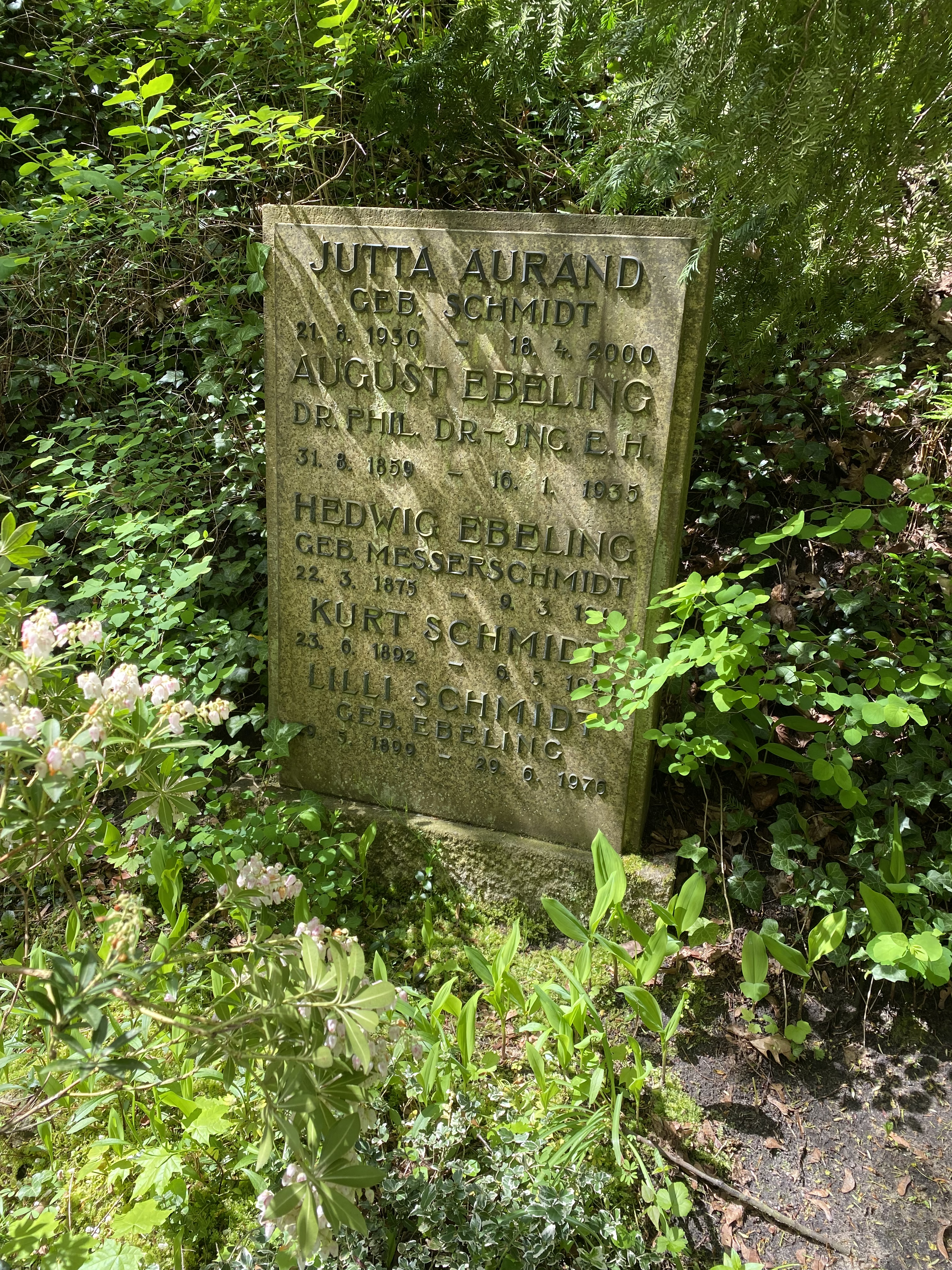
Grabstätte auf dem Friedhof Heerstraße

August Ebeling war ein Sohn des Tischlermeisters August Ebeling (1821–1905) und von Bertha Kühne (1831–1924). Er selbst heiratete 1897 Hedwig Messerschmidt (1875–1947), mit der er einen Sohn und zwei Töchter hatte.
Ebeling besuchte Universitäten in Freiburg im Breisgau und Berlin und hörte währenddessen bei Hermann von Helmholtz und Ferdinand von Richthofen. Nach der Promotion zum Dr. phil. im Jahr 1884 legte er das Staatsexamen ab. Danach arbeitete er kurzzeitig am Realgymnasium zu Berlin. Im Jahr 1889 wechselte er zur Firma Siemens & Halske und arbeitete dort bis 1892 in einem von Werner von Siemens geleiteten Laboratorium. Nach einem Ruf seines ehemaligen Lehrers von Helmholtz wechselte er an die Physikalisch-Technische Reichsanstalt und leitete dort magnetische Arbeiten. Im Jahr 1897 ging er erneut zu Siemens & Halske und leitete dort die Abteilung für Schwachstromkabel. Seine wesentliche Aufgabe war, leistungsfähige Fernsprechkabel für den Weitverkehr zu entwickeln. Er empfahl seinem Arbeitgeber um die Jahrhundertwende, europäische Lizenzen für Patente von Mihajlo Idvorski Pupin zu kaufen. Pupin hatte ein Verfahren beschrieben, das mit Hilfe von Selbstinduktionsspulen Fernsprechverbindungen über größere Distanzen erlaubte. Die praktische Umsetzung von Pupins Verfahren gestaltete sich schwierig. Ebeling löste die Probleme gemeinsam mit Friedrich Dolezalek im Rahmen aufwändiger Forschungen. Die entwickelten Pupinspulen ermöglichten eine bessere Übermittlung höherer Frequenzen über große Distanzen und führten zu einer natürlicheren Sprachübertragung per Kabel, die zuvor dumpf gewesen war.
In den Jahren von 1901 bis 1903 leitete Ebeling die Arbeiten für ein Postkabel, das, basierend auf den Pupinspulen, die erste Telefonverbindung zwischen Berlin und Potsdam herstellte. Im Jahr 1906 verlegte er erstmal eine Pupinspule durch den Bodensee, die als Tiefseekabel Friedrichshafen mit Romanshorn verband. Die Kabel waren einer Druckbelastung von bis zu 25 atm. ausgesetzt. Aufgrund der erfolgreich installierten Fernsprechverbindungen erhielt Siemens & Halske 1912 den Auftrag für die Installation des Rheinlandkabels, das von Berlin nach Köln führte. Die Arbeiten an der für die Wirtschaft bedeutenden Verbindung konnten nach Ende des Ersten Weltkriegs abgeschlossen werden. Danach entstand ein umfangreiches Fernsprechnetz in ganz Europa.
1921 folgte Ebeling auf von Eicken als Leiter des Siemens-Kabelwerkes Berlin-Gartenfeld. Im Folgejahr übernahm er die Leitung der Siemens-Kabelgemeinschaft und somit das komplette Kabel- und Leitungsgebiet des Unternehmens. Im selben Jahr wurde er stellvertretendes Mitglied der Vorstände der Siemens & Halske AG und der Siemens-Schuckertwerke GmbH. Von 1925 bis 1929 gehörte er den Gremien als reguläres Mitglied an. Von der Gründung im Jahr 1921 bis Lebensende hate er auch einen Sitz im Aufsichtsrat der Deutschen Fernkabel Gesellschaft. Die Technische Hochschule Danzig ernannte ihn 1922 ehrenhalber zum Dr.-Ingenieur.
Seine letzte Ruhestätte fand August Ebeling auf dem Friedhof Heerstraße.